# Felicia Montealegre
Felicia Cohn Montealegre, également connue comme Felicia Montealegre Bernstein, née le 6 février 1922 à San José (Costa Rica) et morte le 16 juin 1978 à East Hampton (État de New York), est une actrice costaricienne et chilienne de théâtre et de télévision.
De 1951 jusqu'à la fin de sa vie, elle a été mariée au compositeur et chef d'orchestre américain Leonard Bernstein.

## Biographie

### Origines et formation
Felicia María Cohn Montealegre naît le 3 mars 1922 à San José au Costa Rica, de Clemencia Montealegre Carazo et Roy Elwood Cohn. Éduquée au Chili, elle est élevée dans la religion catholique, puis convertie au judaïsme, en épousant Leonard Bernstein (son propre grand-père paternel avait été Juif). Elle s'installe aux États-Unis, à New York où elle prend des cours de piano auprès de son compatriote chilien Claudio Arrau.

### Carrière
La voix de Montealegre peut être entendue sur deux travaux menés par Bernstein : son propre Kaddish Symphony, ainsi qu'une version de Debussy dans Le Martyre de saint Sébastien, partiellement réalisée en anglais.

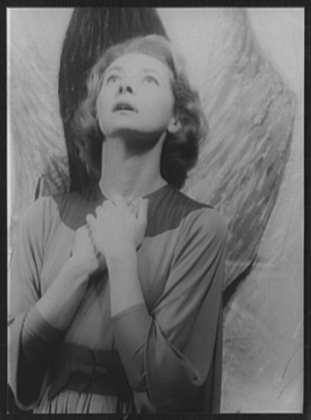
Montealegre dans le rôle de Jeanne dans Jeanne d'Arc au bûcher d'Arthur Honegger, 9 mai 1958 ; photo de Carl Van Vechten.

Montealegre apparaît également dans plusieurs séries télévisées, dont une dramatisation en 1950 d'Une maison de poupée d'Ibsen, sur Kraft Television Theatre, où elle joue Nora. Une autre apparition à la télévision est celle de 1949 de CBS (faisant partie de la série Studio One) basé sur le roman de Somerset Maugham Of Human Bondage, dans lequel Montealegre joue Mildred face à Charlton Heston dans le rôle de Philip Carey. Elle ne fait aucun long métrage, mais joue dans la pièce de Broadway de 1976 Poor Murderer.

## Dans la culture populaire

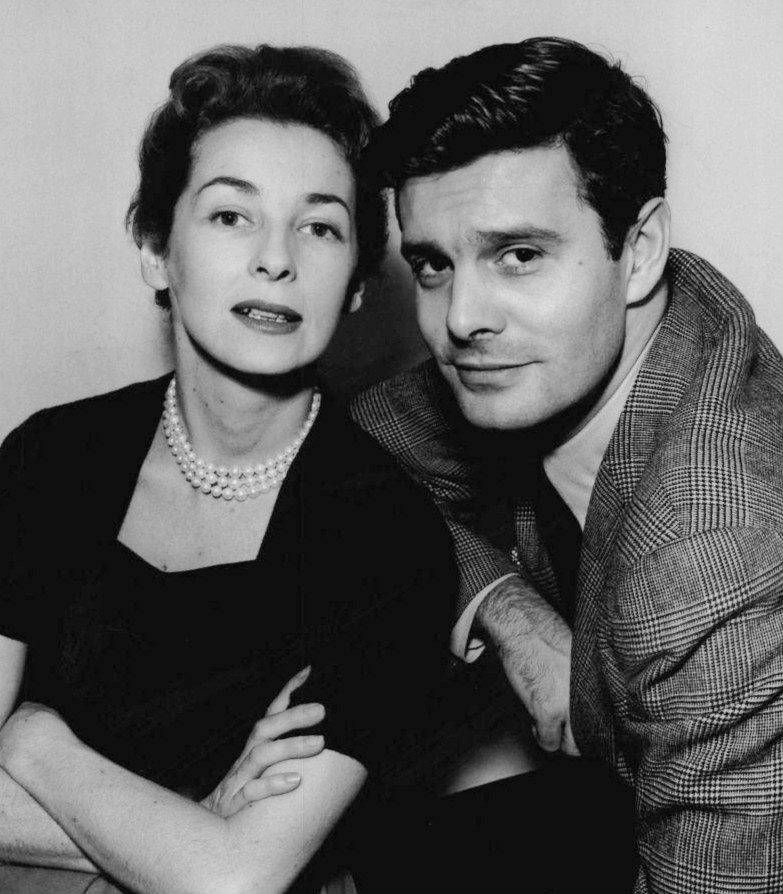
Louis Jourdan et Felicia Montealegre en marge de la pièce Tonight in Samarkand (janvier 1955).

Felicia Montealegre figure en bonne place dans l'essai de Tom Wolfe Radical Chic & Mau-Mauing the Flak Catchers.
Sa vie conjugale avec Leonard Berstein est relatée dans le film Maestro sorti en 2023, avec Carey Mulligan dans le rôle de Felicia.

## Vie privée
Felicia Montealegre rencontre le compositeur et chef d'orchestre Leonard Bernstein en 1946 lors d'une soirée donnée par son professeur de piano Claudio Arrau. Elle rompt leurs fiançailles au profit d'une relation de plusieurs années avec l'acteur hollywoodien et de Broadway Richard Hart,. Après la mort prématurée de Hart, elle épouse Bernstein, en 1951, avec qui elle a ensuite trois enfants, Jamie, Alexander et Nina.

Montealegre contribue à la création d'une association anti-guerre, qui incite ses adhérentes à s'opposer à la guerre du Viêt Nam, Another Mother for Peace en 1967. Elle fait l'objet d'une controverse en 1970, lorsqu'elle et son époux, Leonard Bernstein, organisent une soirée pour le Black Panther Party. Elle est au centre de l'essai de Tom Wolfe à New York relatant les événements de cette nuit intitulé Radical Chic : That Party at Lenny's. Deux ans plus tard, elle est également l'une des cent personnes arrêtées lors d'une manifestation anti-guerre à Washington DC.

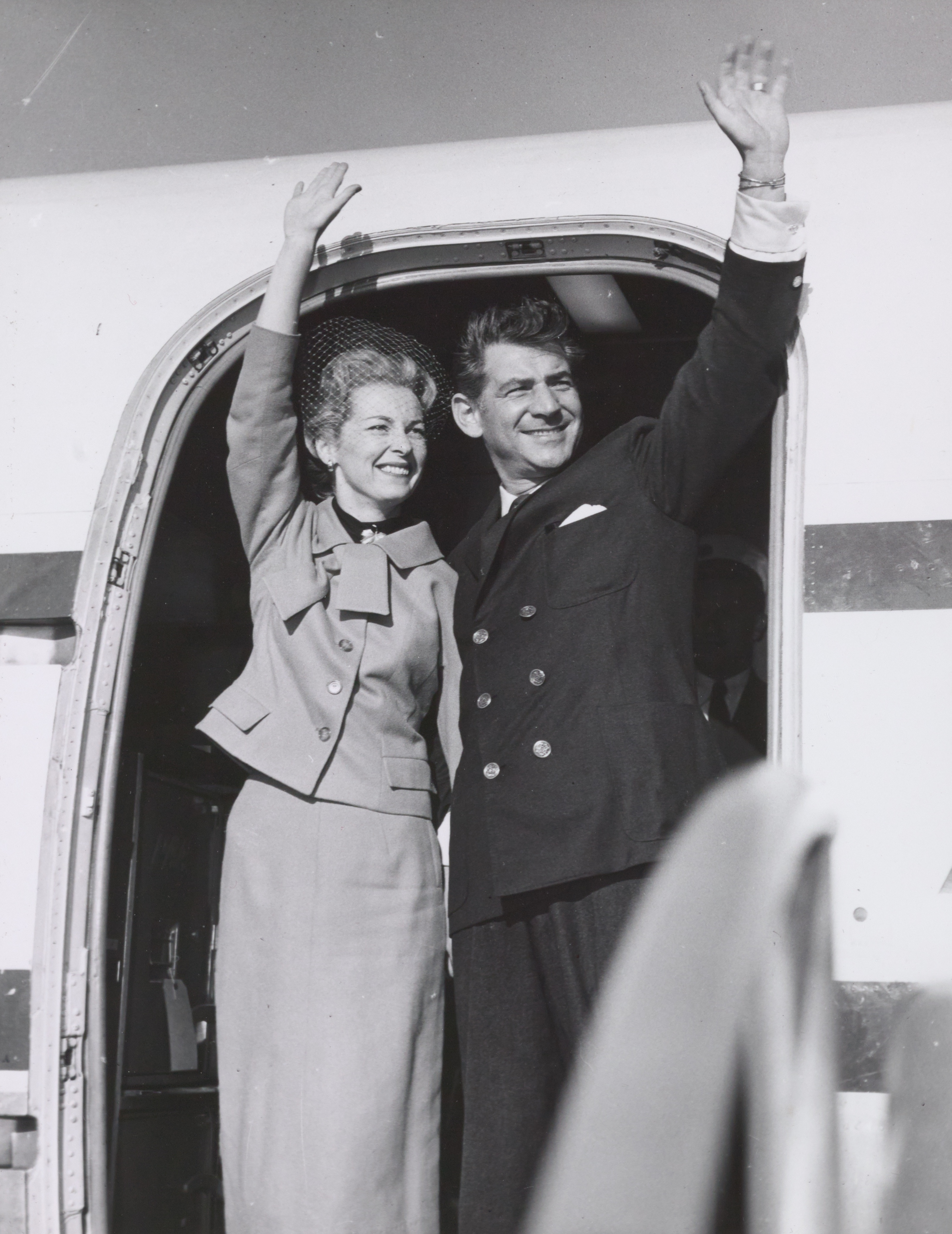
Leonard et Felicia Bernstein partant pour Israël, 1957.
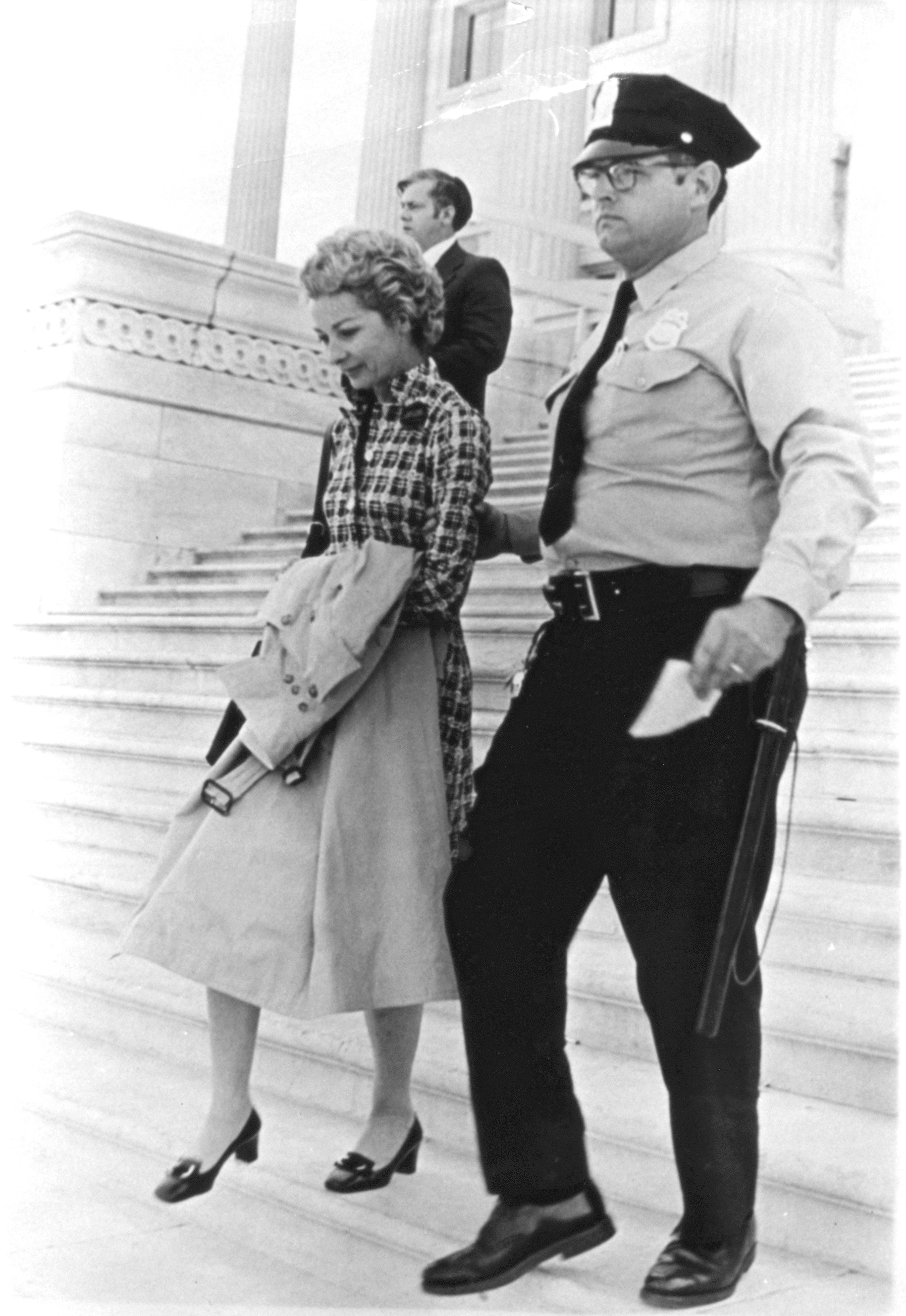
Montealegre arrêtée sur les marches du Capitole des États-Unis, 1972.

## Décès
Felicia Montealegre meurt d'un cancer du poumon à East Hampton, New York en 1978, à l'âge de 56 ans, douze ans avant son époux Leonard Bernstein, qui meurt du même cancer en 1990.